# Umetnost Bosne in Hercegovine
Umetnost Bosne in Hercegovine se nanaša na umetniške predmete, ki so jih ustvarili prebivalci Bosne in Hercegovine od prazgodovine do danes.